# Elecciones presidenciales de Kirguistán de 1995
Las elecciones presidenciales de Kirguistán para el período 1995-2000 el 24 de diciembre de 1995. El presidente Askar Akáyev buscó la reelección, enfrentándose al político comunista y antiguo líder de Kirguistán (en su época como República Socialista Soviética de Kirguistán), Absamat Masaliyev. También Medetkan Sherimkulov fue candidato independiente, siendo la primera elección en la historia de Kirguistán en la que había más de un candidato.
Triunfó y resultó reelecto Akáyev por un aplastante margen, superior al 73% de los votos, contra el casi 25% de Masaliyev y menos del 2% de Sherimuklov. La participación electoral fue del 86.19%.

## Antecedentes
Kirguistán celebró sus primeras elecciones parlamentarias tras la caída de la Unión Soviética en febrero de 1995, en medio de denuncias de fraude electoral de parte de los partidos de la oposición. Las siguientes elecciones presidenciales estaban previstas para octubre de 1996, cinco años después de las anteriores. Sin embargo, Akáyev, cuyos partidarios tenían mayoría en el legislativo, logró que fueran adelantadas más de diez meses a diciembre de 1995, en medio de protestas de parte de la oposición, pues los candidatos debían recoger 50.000 firmas para apoyar sus candidaturas, y el adelantamiento no les daría tiempo suficiente. Sin embargo, Kirguistán sería el único país en celebrar elecciones presidenciales dentro del término constitucional, mientras que los líderes de Uzbekistán y Kazajistán (Islam Karimov y Nursultán Nazarbáyev) habían realizado referéndums para extender sus mandatos, mientras que Saparmyrat Nyýazow, de Turkmenistán, lo extendió unilateralmente y, pocos años después, logró ser declarado presidente vitalicio. Tayikistán, gobernada desde 1994 por Emomali Rahmon, se encontraba en guerra civil.

## Sistema electoral
Bajo la constitución de 1993, el presidente de Kirguistán era el jefe de Estado y jefe de gobierno del país, elegido para un mandato de cinco años con posibilidad de reelección. Para ser candidato era necesario ser ciudadano kirguís por nacimiento o bien ser hijo de padres kirguises y haber nacido en el territorio de la antigua Unión Soviética, residir en el país no menos de quince años antes de su candidatura, saber hablar el idioma kirguís y reunir 50.000 firmas de ciudadanos registrados para votar. La elección en sí realizaba mediante el sistema de dos vueltas. En caso de que ningún candidato alcanzara el 50% más uno de los votos en primera vuelta, se debía realizar una segunda vuelta electoral entre los dos candidatos más votados. El voto no es obligatorio, y si la participación no supera el 50%, la elección sería declarada inválida.

## Candidaturas
Inicialmente hubo seis candidatos: el propio Akáyev, el líder del Partido de los Comunistas, Absamat Masaliyev; el líder del Partido Socialista Ata-Meken, Omurbek Tekebayev, el ex Primer Secretario del Partido, Djumgalbek Beksultanovich Amanbaev; Medetkan Sherimkulov; y Mamat Aybalayev. Sin embargo, las autoridades electorales suspendieron las candidaturas de Tekebayev, Amanbaev y Aybalayev el 12 de diciembre, tan solo doce días antes de los comicios, argumentando que no habían obtenido las suficientes firmas, o que la mayoría de estas eran inválidas.

## Resultados
|  | 73.25 % |

|  | 24.99 % |

|  | 1.76 % |

|  | 97.74 % |

|  | 1.18 % |

|  | 1.08 % |

|  | 86.19 % |

|  | 13.81 % |